# Franz Linken

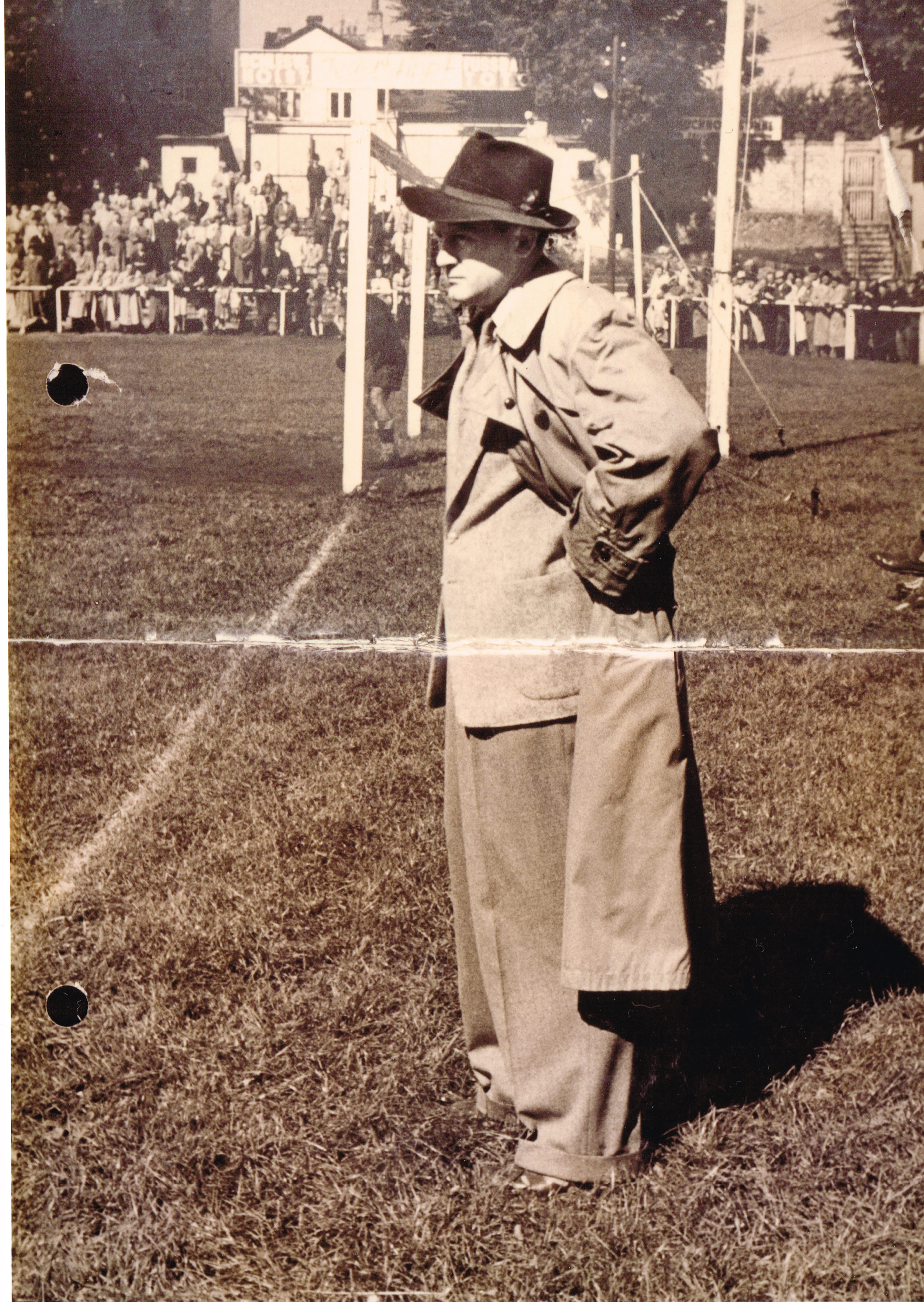
Franz Linken
in einer Aufnahme aus dem Jahr 1957

Franz Linken (* 13. Juli 1912 in Barmen; † 1976 in Düsseldorf) war ein deutscher Fußballspieler und -trainer.

## Spielerkarriere
Linken begann zwölfjährig bei der SSVg Barmen. Dem Jugendalter entwachsen, wechselte er 1930 zur TuRU Düsseldorf, für die er bis 1933 in den vom Westdeutschen Spiel-Verband ausgetragenen Meisterschaften im Bezirk Berg-Mark Punktspiele bestritt. Von 1933 bis 1935 spielte er in der zweitklassigen Bezirksliga. Zum Aufstieg in die Gauliga Niederrhein 1935 trug er bei, wechselte jedoch zu Holstein Kiel, für den Verein er bis 1942 in der Gauliga Nordmark, von 1942 bis 1945 in der Gauliga Schleswig-Holstein Punktspiele bestritt.
Nach einem halbjährigen Gastspiel beim FC St. Pauli, kehrte er zur Saison 1946 zu Holstein Kiel zurück und blieb dem Verein bis Saisonende 1949/50 treu.
Aufgrund der beiden Gaumeisterschaften mit Holstein Kiel, 1943 und 1944, nahm er auch an den jeweiligen Endrundenspielen um die Deutsche Meisterschaft teil. Bei seiner Premiere in diesem Wettbewerb bestritt er fünf Spiele, in denen er zwei Tore erzielte. Als Drittplatzierter – das Spiel um Platz 3 wurde am 26. Juni 1943 in Berlin mit 4:1 gegen den First Vienna FC gewonnen – gelang ihm sein sportlich größter Erfolg. Der 1:3-Halbfinalniederlage gegen den Dresdner SC war der 2:0-Sieg über den Berliner SV 92 und der 4:1-Sieg über den FC Schalke 04 vorausgegangen; mit letzterem gelangen ihm zwei Tore. In der Folgesaison ereilte ihn und seine Mannschaft das Aus im Achtelfinale mit der 2:4-Niederlage gegen Hertha BSC.
Er kam des Weiteren als Spieler der Gauauswahlmannschaft Niederrhein und Nordmark
zum Einsatz. Mit letzterer erreichte er als aktiver Spieler am 15. November 1942 das Finale um den Reichsbundpokal in Essen, das jedoch mit 1:2 gegen die Gauauswahlmannschaft Niederrhein verloren wurde.

## Trainerkarriere
Seine Trainerlaufbahn begann Franz Linken offiziell beim VfB Kiel. Mit dem VfL Benrath wurde er 1957 Deutscher Amateurmeister, mit dem FC Grenchen 1959 Schweizer Pokalsieger und Vizemeister. Weitere Trainerstationen nahm er beim VfB Bottrop und beim FC Luzern wahr. Seine letzte Trainerzeit hatte er von Juli 1964 bis November 1965 beim seinerzeitigen Bundesligisten Tasmania Berlin. Genau betrachtet war Linkens erste Trainerstation Holstein Kiel, den er in der so genannten „trainerlosen Zeit“ 1947 faktisch als Spielertrainer gemeinsam mit Franz Esser trainierte.

## Erfolge
als Spieler
- Dritter der Deutschen Meisterschaft 1943
- Gaumeister Schleswig-Holstein 1943, 1944
- Reichsbundpokal-Finalist 1942

als Trainer
- Schweizer Pokal-Sieger 1959
- Zweiter der Schweizer Meisterschaft 1959
- Deutscher Amateurmeister 1957

## Weblink
- Franz Linken in der Datenbank von weltfussball.de

| Personendaten    | Personendaten                               |
| ---------------- | ------------------------------------------- |
| NAME             | Linken, Franz                               |
| KURZBESCHREIBUNG | deutscher Fußballspieler und Fußballtrainer |
| GEBURTSDATUM     | 13. Juli 1912                               |
| GEBURTSORT       | Barmen                                      |
| STERBEDATUM      | 1976                                        |
| STERBEORT        | Düsseldorf                                  |